# Франссон, Юхан
Юхан Франссон (швед. Johan Fransson; род. 18 января 1985, Каликс, Швеция) — шведский хоккеист, защитник. В настоящее время является игроком клуба «Лександ».

## Карьера
Юхан Франссон начал свою профессиональную карьеру в 2000 году в клубе «Каликс», который представлял третий дивизион шведского хоккея. Затем Юхан выступал за фарм-клуб «Лулео». В 2002 году он дебютировал в Шведской элитной серии, однако в том сезоне по причине травмы паха он провёл лишь 3 игры на высшем уровне. В 2004 году на драфте НХЛ он был выбран во 2 раунде под общим 34 номером клубом «Даллас Старз». В сезоне 2003/04 Франссон стал крепким игроком основы «Лулео», завоевав по окончании года звание лучшего новичка сезона в Элитной серии. В первом же своём матче в серии плей-офф против «Ферьестада» Юхан получил сотрясение мозга. Он смог вернуться на поле лишь в последнем для «Лулео» матче, после которого клуб вылетел из серии на выбывание. Сразу после окончания того сезона многие специалисты стали предсказывать Франссону светлое будущее. Сам Юхан продолжал довольно успешно выступать в Элитной серии, однако, в его игре не чувствовалось того прогресса, которого от него ожидали эксперты. Поэтому по окончании сезона 2005/06 руководство «Лулео» решило не продлевать контракт с молодым защитником, и Франссон решил подписать контракт с «Фрёлундой».
Сезон 2006/07 Юхан начал довольно успешно, хотя сама команда выступала на не самом высоком уровне, однако, после смены главного тренера он стал получать всё меньше и меньше игрового времени. В результате, сначала Франссон был отдан в аренду клубу финской СМ-Лиги «Эссят», а затем, 31 января 2007 года он подписал постоянный контракт с «Линчёпингом». В составе своего нового клуба за оставшееся время сезона Юхан провёл 8 матчей регулярного первенства и 15 игр серии плей-офф, в которых не набрал ни одного очка. В том сезоне «Линчёпинг» дошёл до финала шведского чемпионата, в котором в 6 матчах уступил клубу «МОДО». В следующем сезоне команда Франссона вновь оказалась в финале, в котором в противостоянии с «ХВ71» поначалу повела со счётом 2:0. Однако следующие 4 игры остались за их соперниками.
Сезон 2008/09 оказался не таким удачным для Франссона, поэтому 21 января 2009 года контракт с ним был расторгнут, и он подписал контракт до конца сезона с клубом Швейцарской национальной лиги «Лугано». В 7 матчах регулярного первенства он набрал 5 (2+3) очков, добавив к ним 2 шайбы в 4 играх серии плей-офф.

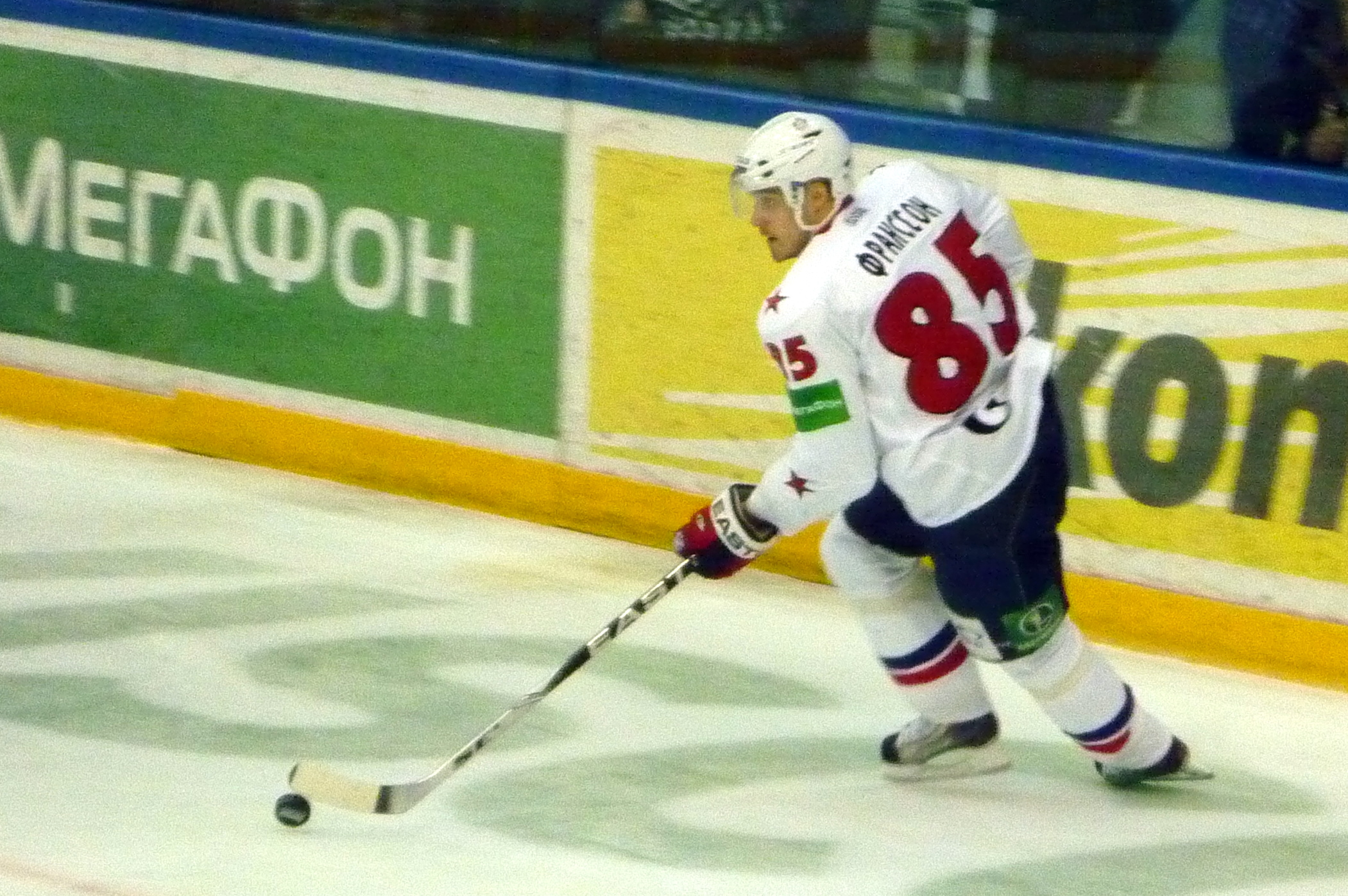
Франссон в составе СКА

Перед началом сезона 2009/10 неожиданно для многих Юхан вернулся в «Лулео». Тот сезон стал самым успешным на данный момент в его карьере. В 54 матчах он набрал 30 (11+19) очков, более чем в 2 раза превзойдя свой прежний личный рекорд результативности. По окончании сезона Юхан подписал новый пятилетний контракт с «Лулео». Тем не менее, некоторое время спустя, после сообщений о его переходе в минское «Динамо», Франссон воспользовался особыми пунктами в своём контракте со шведским клубом, чтобы заключить соглашение с клубом НХЛ «Лос Анджелес Кингз». 13 октября 2010 года Юхан был отдан в аренду в петербургский СКА, в составе которого уже в ноябре стал лучшим защитником месяца в КХЛ. Всего в сезоне 2010/11 Франссон провёл на площадке 49 матчей, в которых он набрал 18 (6+12) очков.
4 августа 2011 года СКА сообщил о расторжении действующего контракта по инициативе игрока, и в тот же день было объявлено о возвращении Юхана в «Лулео».

### Международная
В составе сборной Швеции Юхан Франссон принимал участие в молодёжных чемпионатах мира 2004 и 2005 годов. В 2013 году был вызван в сборную Швеции, с которой и выиграл чемпионат мира.

## Достижения
- Серебряный призёр чемпионата Швеции (2): 2007, 2008.
- Обладатель Кубка Шпенглера 2010.
- Лучший новичок чемпионата Швеции 2004.
- Чемпион мира 2013

## Статистика выступлений
Последнее обновление: 20 августа 2011 года
| Сезон       | Команда         | Лига            | Игр | Г  | П   | Очк | +/- | Штр |
| ----------- | --------------- | --------------- | --- | -- | --- | --- | --- | --- |
| 2000-01     | ХК Каликс       | Division 1      | 19  | 0  | 6   | 6   | --  | 8   |
| 2001-02     | Лулео U-18      | Аллсвескан U-18 | 2   | 2  | 0   | 2   | +1  | 0   |
| 2001-02     | Лулео U-20      | СуперЭлит       | 29  | 4  | 4   | 8   | -8  | 28  |
| 2002-03     | Лулео U-18      | Аллсвескан U-18 | 2   | 0  | 0   | 0   | -1  | 2   |
| 2002-03     | Лулео U-20      | СуперЭлит       | 22  | 2  | 4   | 6   | -9  | 65  |
| 2002-03     | Лулео           | Элитная серия   | 3   | 0  | 0   | 0   | --  | 0   |
| 2003-04     | Лулео U-20      | СуперЭлит       | 5   | 0  | 2   | 2   | +3  | 10  |
| 2003-04     | Лулео           | Элитная серия   | 46  | 3  | 3   | 6   | +8  | 32  |
| 2004-05     | Лулео U-20      | СуперЭлит       | 8   | 2  | 3   | 5   | -3  | 4   |
| 2004-05     | Лулео           | Элитная серия   | 46  | 1  | 6   | 7   | +1  | 30  |
| 2005-06     | Лулео           | Элитная серия   | 56  | 4  | 6   | 10  | -17 | 80  |
| 2006-07     | Фрёлунда        | Элитная серия   | 35  | 0  | 6   | 6   | +2  | 18  |
| 2006-07     | Эссят           | СМ-Лига         | 6   | 0  | 1   | 1   | -5  | 2   |
| 2006-07     | Линчёпинг       | Элитная серия   | 23  | 0  | 0   | 0   | -3  | 6   |
| 2007-08     | Линчёпинг       | Элитная серия   | 64  | 5  | 14  | 19  | -1  | 40  |
| 2008-09     | Линчёпинг       | Элитная серия   | 40  | 3  | 7   | 10  | -4  | 24  |
| 2008-09     | Линчёпинг       | ЛЧ              | 4   | 1  | 0   | 1   | --  | 0   |
| 2008-09     | Лугано          | NLA             | 11  | 4  | 3   | 7   | -5  | 2   |
| 2009-10     | Лулео           | Элитная серия   | 54  | 11 | 19  | 30  | -4  | 26  |
| 2010-11     | СКА             | КХЛ             | 49  | 6  | 12  | 18  | +6  | 24  |
| 2011-12     | Лулео           | Элитная серия   |     |    |     |     |     |     |
| Всего в КХЛ | Всего в КХЛ     |                 | 49  | 6  | 12  | 18  | +6  | 24  |
|             | Всего в карьере | Всего в карьере | 524 | 48 | 100 | 148 | -39 | 401 |

## Интересные факты
- В детстве Юхан увлекался хоккеем с мячом. В 1998 году он стал чемпионом Швеции в своём возрасте[15].